# السياسة العثمانية في الجزائر
في فصول الكتابات التاريخية بعد الاحتلال الفرنسي للجزائر عام 1830 برزت مقاومة الشعب الجزائري منذ الوهلة الأولى لوطء أقدام الفرنسيين للبلاد.

## التواجد العثماني بالجزائر
أعلنت الجزائر كمقاطعة للسلطان العثماني منذ 1520 ميلادية، ويعود الفضل لذلك إلى الأخويين التركيين «خير الدين وعروج بربروس »، وكانا قد غادرا بلادهما في المنطقة الغربية من البحر المتوسط ، وفي تلك الفترة كانت السواحل الجنوبية للمتوسط تحت سيطرة الإسبان والبرتغاليين وأدى هذا الأمر إلى اصطادمهما بالأخوين برباروس. وشهدت منطقة تلمسان عدة معارك بين الطرفيين وانتهت بموت « عروج » في إحدى هذه المعارك وأصبح بذلك خير الدين الحاكم الوحيد للجزائر.
وتيقن هذا الأخير أنه لن يستطيع حكم البلاد بمفرده لذا فالتجأ للدولة العثمانية وأعلن أن الجزائر مقاطعة للسلطان سنة 1520م.
وأرسل له السلطان سليم الأول ألفي عسكري مسلحين مع قوة مدفعية وقدم للذين يذهبون إلى الجزائر متطوعين امتيازات الإنكشارييين ، وتوالت انتصارات خير الدين بالجزائر وكان أعظمها احتلال قلعة « بينون » عام 1529 والتي أنشأها الإسبان على جزيرة صغيرة قرب السواحل الجزائرية.
كما بنى خيرُ الدين كاسرة أمواج توصل أطلال القلعة والجزيرة بالساحل وبذلك أوجد ميناءً حصيناً وأسس أوجاق الجزائر.
وقد أسَرَ هذا النجاح الدولة العثمانية التي قامت باستدعاء خير الدين برباروس من طرف السلطان سليمان القانوني سنة 1533 ، وهناك عهدت إليه ولاية الجزائر ونال رتبة وزير البحرية العثماني.
وفي الأستانة قام خير الدين ببناء عدة سفن عادت به إلى أفريقيا وقد حددت مهمته باحتلال تونس. وتمكن خير الدين من دخول مدينة تونس بسهولة عام 1534م ، ولكنه اصطدم فيما بعد بشارل الخامس إمبراطور هابسبورج وصاحب تاج إسبانيا سنة 1535 والذي احتل قواته مدينة تونس.
أما الجزائر فقد عين لولايتها ابن خير الدين حسن باشا وذلك على إثر وفاة أبيه عام 1546، والملاحظ أنه في هذا العهد وعهد من لحقوه أن الارتباط كان قوياً بالدولة العثمانية ، ولم يكن هذا الحال في الجزائر فحسب بل في معظم بلاد شمال أفريقيا ، وأعني بذلك تونس باحتلالها نهائياً عام 1574 بعد كر وفر مع الإسبان ، وطرابلس الغرب التي فتحت عام 1551 بيد توغرت باشا ، ورغم محاولات الدخول لمراكش كتلك التي حدثت عام 1554 بدخول مدينة فاس ، لكن العثمانين لم يتمكنوا من البقاء هناك.
وهذه الولايات كانت تابعة لسلطة وزير الحربية أو القائد العام للأسطول وكان حينها القائد كلج علي باشا. ولكن بموت هذا الأخير فكر العثمانيون في تأمين وحدة الدولة وذلك بفصل إدارة أوجاق الغرب بتعيين واليين مختلفين حتى تضمن أن لا تكون سلطة كاملة لشمال أفريقيا بيد قائد واحد.
واتخذ بذلك الحكم في الجزائر شكلاً ثالثاً.